# Knínice (kraj południowomorawski)
Knínice – miejscowość i gmina (obec) w Czechach, w kraju południowomorawskim, w powiecie Blansko. W 2022 roku liczyła 937 mieszkańców.